# Đường lên đỉnh Olympia năm thứ 16
Đường lên đỉnh Olympia năm thứ 16, thường được gọi tắt là Olympia 16 hay O16 là năm thứ 16 của cuộc thi Đường lên đỉnh Olympia dành cho học sinh trung học phổ thông do Đài Truyền hình Việt Nam tổ chức. Cuộc thi năm thứ 16 được phát sóng trên kênh VTV3 từ ngày 23 tháng 8 năm 2015 và kết thúc với trận chung kết được truyền hình trực tiếp vào ngày 21 tháng 8 năm 2016. Đây là năm ra mắt biểu tượng mới của chương trình và là năm cuối cùng MC Tùng Chi dẫn dắt chương trình này. 
Nhà vô địch của năm thứ 16 là Hồ Đắc Thanh Chương đến từ Trường Trung học phổ thông chuyên Quốc Học Huế, Thừa Thiên Huế với số điểm 340. Đây là số điểm cao nhất trong tất cả các cuộc thi chung kết năm của Olympia.

## Luật chơi

### Khởi động
Trong vòng 1 phút, mỗi thí sinh khởi động với tối đa 12 câu hỏi thuộc các lĩnh vực: Toán, Lý, Hóa, Sinh, Văn, Sử, Địa, Thể thao, Nghệ thuật, Lĩnh vực khác, Tiếng Anh. Mỗi câu trả lời đúng được 10 điểm, trả lời sai không bị trừ điểm.

### Vượt chướng ngại vật
Có 4 từ hàng ngang, cũng là 4 gợi ý liên quan đến một chướng ngại vật mà các thí sinh phải đi tìm. Có 1 bức tranh (là một gợi ý quan trọng liên quan đến chướng ngại vật) được chia làm 5 phần: 4 góc tương đương với 4 từ hàng ngang và một ô trung tâm. Ô trung tâm cũng là một câu hỏi, mở được ô này sẽ mở được phần quan trọng nhất của bức tranh.
Mỗi thí sinh có 1 lượt lựa chọn trả lời một trong các từ hàng ngang này. Cả bốn thí sinh cùng trả lời câu hỏi bằng máy tính trong thời gian 15 giây. Trả lời đúng mỗi từ hàng ngang, thí sinh được 10 điểm. Ngoài việc mở được từ hàng ngang nếu trả lời đúng, một góc của hình ảnh được đánh số tương ứng với từ hàng ngang cũng được mở ra.
Thí sinh có thể bấm chuông trả lời chướng ngại vật bất cứ lúc nào. Trả lời đúng chướng ngại vật trong từ hàng ngang đầu tiên được 80 điểm, trong từ hàng ngang thứ 2 được 60 điểm, trong từ hàng ngang thứ 3 được 40 điểm, trong từ hàng ngang thứ 4 được 20 điểm.
Sau 4 từ hàng ngang, câu hỏi thứ 5 sẽ hiện ra ở phần trung tâm của bức tranh. Đáp án của câu hỏi này là gợi ý cuối cùng của chương trình. Trả lời đúng câu hỏi thứ 5 này, thí sinh được 10 điểm. Nếu trả lời đúng chướng ngại vật sau câu hỏi thứ 5, thí sinh được 10 điểm. Nếu trả lời sai chướng ngại vật, thí sinh sẽ bị loại khỏi phần chơi này.

### Tăng tốc
Có 4 câu hỏi, mỗi câu các thí sinh có 30 giây để trả lời bằng máy tính. Thí sinh trả lời đúng và nhanh nhất được 40 điểm, đúng và nhanh thứ 2 được 30 điểm, đúng và nhanh thứ 3 được 20 điểm, đúng và nhanh thứ 4 được 10 điểm.
3 loại câu hỏi được sử dụng trong phần thi này:
- 1 câu hỏi IQ (câu số 1): Các dạng câu hỏi ở dạng này rất rộng, bao gồm tìm số khác trong dãy số, tìm hình khác nhất so với các hình đã cho, tìm quy luật để điền hình đúng, giải mật mã,...
- 1 câu hỏi sắp xếp hình ảnh (câu số 3): Một bức ảnh được chia ra làm 6 phần đánh số từ 1 tới 6. Thí sinh phải sắp xếp các bức hình đã được cắt nhỏ theo thứ tự từ trái sang phải và từ trên xuống dưới. Đây là năm đầu tiên dạng câu hỏi sắp xếp được đưa vào chương trình.
- 2 câu hỏi dữ kiện (câu số 2 và 4): Các bức ảnh, dữ kiện được đưa ra theo thứ tự ngày càng chi tiết. Bằng các gợi ý này, thí sinh phải trả lời các câu hỏi như: "Đây là ai", "Đây là địa danh nào", "Đây là loài vật nào",...[10]

### Về đích
Có 3 gói câu hỏi với các mức 40, 60, 80 điểm để thí sinh lựa chọn. Trong đó gói 40 điểm gồm 2 câu hỏi 10 điểm và 1 câu hỏi 20 điểm; gói 60 điểm gồm 1 câu hỏi 10 điểm, 1 câu hỏi 20 điểm và 1 câu hỏi 30 điểm; gói 80 điểm gồm 1 câu hỏi 20 điểm và 2 câu hỏi 30 điểm. Thời gian suy nghĩ và trả lời của câu 10 điểm là 10 giây, câu 20 điểm là 15 giây, câu 30 điểm là 20 giây.
Thí sinh đang trả lời gói câu hỏi của mình phải đưa ra câu trả lời trong thời gian quy định của chương trình. Nếu không trả lời được câu hỏi thì các thí sinh còn lại có 5 giây để bấm chuông giành quyền trả lời. Trả lời đúng được cộng thêm số điểm của câu hỏi từ thí sinh đang thi, trả lời sai sẽ bị trừ nửa số điểm của câu hỏi.
Thí sinh có quyền được đặt ngôi sao hy vọng một lần trước bất kỳ câu hỏi nào. Trả lời đúng được gấp đôi số điểm, trả lời sai bị trừ đi số điểm của câu hỏi.

## Chi tiết các trận đấu
| Chung kết năm | Chung kết năm       | Tổng kết | Tổng kết                                                      |
| ------------- | ------------------- | -------- | ------------------------------------------------------------- |
| Quý 1         | Lê Duy Bách         | Vô địch  | Hồ Đắc Thanh Chương THPT Chuyên Quốc học, TP. Huế             |
| Quý 2         | Hồ Đắc Thanh Chương | Vô địch  | Hồ Đắc Thanh Chương THPT Chuyên Quốc học, TP. Huế             |
| Quý 3         | Lâm Vũ Tuấn         | Kỷ lục   | Lê Duy Bách - 380 điểm THPT Chuyên Hà Nội - Amsterdam, Hà Nội |
| Quý 4         | Phan Tiến Tùng      | Kỷ lục   | Lê Duy Bách - 380 điểm THPT Chuyên Hà Nội - Amsterdam, Hà Nội |

| Màu sắc sử dụng trong các bảng kết quả                  |
| ------------------------------------------------------- |
| Thí sinh đạt giải nhất và trực tiếp lọt vào vòng trong  |
| Thí sinh lọt vào vòng trong nhờ có số điểm nhì cao nhất |
| Thí sinh Vô địch cuộc thi Chung kết Năm                 |

- Lưu ý: Điểm thi của các thí sinh là điểm của riêng phần thi đó.

### Trận 1: Tuần 1 Tháng 1 Quý 1
Phát sóng: 13 giờ ngày 23 tháng 8 năm 2015
| Họ và tên thí sinh   | Trường                           | Khởi động | VCNV | Tăng tốc | Về đích | Tổng điểm |
| -------------------- | -------------------------------- | --------- | ---- | -------- | ------- | --------- |
| Lê Ngọc Hà           | THPT Sông Lô, Tuyên Quang        | 50        | 10   | 90       | 50      | 200       |
| Trần Thị Thuỳ Linh   | THCS & THPT Tạ Quang Bửu, Hà Nội | 20        | 0    | 70       | -40     | 50        |
| Nguyễn Đắc Nhân      | THPT Châu Văn Liêm, Cần Thơ      | 50        | 0    | 30       | 70      | 150       |
| Nguyễn Đình Nhật Nam | THPT Chuyên Hà Tĩnh, Hà Tĩnh     | 70        | 70   | 120      | 65      | 325       |

### Trận 2: Tuần 2 Tháng 1 Quý 1
Phát sóng: 13 giờ ngày 30 tháng 8 năm 2015
| Họ và tên thí sinh | Trường                            | Khởi động | VCNV | Tăng tốc | Về đích | Tổng điểm |
| ------------------ | --------------------------------- | --------- | ---- | -------- | ------- | --------- |
| Phùng Thế Hùng     | THPT Vân Cốc, Hà Nội              | 60        | 0    | 30       | -30     | 60        |
| Nguyễn Đặng Phú An | THPT An Thới, Kiên Giang          | 80        | 0    | 140      | 50      | 270       |
| Phạm Vũ Đăng Minh  | THPT Tĩnh Gia 2, Thanh Hoá        | 80        | 0    | 100      | 5       | 185       |
| Mai Nguyễn Anh Vũ  | THPT Chuyên Bình Long, Bình Phước | 110       | 80   | 90       | 40      | 320       |

### Trận 3: Tuần 3 Tháng 1 Quý 1
Phát sóng: 13 giờ ngày 6 tháng 9 năm 2015
| Họ và tên thí sinh | Trường                           | Khởi động | VCNV | Tăng tốc | Về đích | Tổng điểm |
| ------------------ | -------------------------------- | --------- | ---- | -------- | ------- | --------- |
| Tô Hồng Thư        | THPT Vũng Tàu, Bà Rịa - Vũng Tàu | 100       | 80   | 70       | -5      | 245       |
| Đặng Việt Cường    | THPT Chuyên Lào Cai, Lào Cai     | 30        | 0    | 70       | 40      | 140       |
| Võ Hùng Thắng      | THPT Hoà Bình, Bình Định         | 30        | 10   | 110      | -10     | 140       |
| Nguyễn Phương Hoa  | THPT Ngọc Hồi, Hà Nội            | 70        | 0    | 10       | 5       | 85        |

### Trận 4: Tháng 1 Quý 1
Phát sóng: 13 giờ ngày 13 tháng 9 năm 2015
| Họ và tên thí sinh   | Trường                            | Khởi động | VCNV | Tăng tốc | Về đích | Tổng điểm |
| -------------------- | --------------------------------- | --------- | ---- | -------- | ------- | --------- |
| Mai Nguyễn Anh Vũ    | THPT Chuyên Bình Long, Bình Phước | 60        | 0    | 70       | 20      | 150       |
| Nguyễn Đình Nhật Nam | THPT Chuyên Hà Tĩnh, Hà Tĩnh      | 70        | 90   | 60       | 40      | 260       |
| Nguyễn Đặng Phú An   | THPT An Thới, Kiên Giang          | 50        | 0    | 80       | 20      | 150       |
| Tô Hồng Thư          | THPT Vũng Tàu, Bà Rịa - Vũng Tàu  | 50        | 0    | 40       | 90      | 180       |

### Trận 5: Tuần 1 Tháng 2 Quý 1
Phát sóng: 13 giờ ngày 20 tháng 9 năm 2015
| Họ và tên thí sinh | Trường                                | Khởi động | VCNV | Tăng tốc | Về đích | Tổng điểm |
| ------------------ | ------------------------------------- | --------- | ---- | -------- | ------- | --------- |
| Bùi Tuấn Anh       | THPT Lộc Thành, Lâm Đồng              | 40        | 10   | 140      | 90      | 280       |
| Nguyễn Thành Lâm   | THPT Phan Bội Châu, Quảng Nam         | 10        | 10   | 50       | -70     | 0         |
| Nguyễn Trọng Hoàng | THPT Chuyên Nguyễn Tất Thành, Yên Bái | 70        | 10   | 70       | -10     | 140       |
| Bùi Đức Trung      | THPT Phù Cừ, Hưng Yên                 | 40        | 90   | 0        | -10     | 120       |

### Trận 6: Tuần 2 Tháng 2 Quý 1
Phát sóng: 13 giờ ngày 27 tháng 9 năm 2015
| Họ và tên thí sinh | Trường                           | Khởi động | VCNV | Tăng tốc | Về đích | Tổng điểm |
| ------------------ | -------------------------------- | --------- | ---- | -------- | ------- | --------- |
| Lữ Ngọc Tú Anh     | THPT Ca Văn Thỉnh, Bến Tre       | 30        | 0    | 50       | -30     | 50        |
| Hoàng Mai Anh      | THPT Chuyên Lê Quý Đôn, Lai Châu | 40        | 20   | 70       | -40     | 90        |
| Trương Hữu Thành   | THPT Phan Bội Châu, Đắk Lắk      | 70        | 10   | 50       | 30      | 160       |
| Nguyễn Hoài Nam    | THPT Thanh Hà, Hải Dương         | 50        | 30   | 80       | 70      | 230       |

### Trận 7: Tuần 3 Tháng 2 Quý 1
Phát sóng: 13 giờ ngày 4 tháng 10 năm 2015
| Họ và tên thí sinh     | Trường                                 | Khởi động | VCNV | Tăng tốc | Về đích | Tổng điểm |
| ---------------------- | -------------------------------------- | --------- | ---- | -------- | ------- | --------- |
| Nguyễn Thị Phương Dung | THPT Nguyễn Huệ, Thái Nguyên           | 60        | 0    | 50       | -50     | 60        |
| Phạm Kiều Hoàng Thụy   | THPT Trần Bình Trọng, Khánh Hoà        | 70        | 0    | 110      | 100     | 280       |
| Lê Duy Bách            | THPT Chuyên Hà Nội - Amsterdam, Hà Nội | 60        | 80   | 120      | 25      | 285       |
| Trần Duy Khanh         | THPT Phú Nhuận, TP. Hồ Chí Minh        | 70        | 0    | 50       | -20     | 100       |

### Trận 8: Tháng 2 Quý 1
Phát sóng: 13 giờ ngày 11 tháng 10 năm 2015
| Họ và tên thí sinh   | Trường                                 | Khởi động | VCNV | Tăng tốc | Về đích | Tổng điểm |
| -------------------- | -------------------------------------- | --------- | ---- | -------- | ------- | --------- |
| Phạm Kiều Hoàng Thụy | THPT Trần Bình Trọng, Khánh Hoà        | 50        | 10   | 130      | -10     | 180       |
| Bùi Tuấn Anh         | THPT Lộc Thành, Lâm Đồng               | 40        | 50   | 60       | 20      | 170       |
| Lê Duy Bách          | THPT Chuyên Hà Nội - Amsterdam, Hà Nội | 80        | 20   | 100      | 15      | 215       |
| Nguyễn Hoài Nam      | THPT Thanh Hà, Hải Dương               | 80        | 10   | 60       | 20      | 170       |

### Trận 9: Tuần 1 Tháng 3 Quý 1
Phát sóng: 13 giờ ngày 18 tháng 10 năm 2015
Ghi chú: Lần đầu tiên trong năm thứ 16 MC Ngọc Huy tạm quyền dẫn chính.
| Họ và tên thí sinh  | Trường                          | Khởi động | VCNV | Tăng tốc | Về đích | Tổng điểm |
| ------------------- | ------------------------------- | --------- | ---- | -------- | ------- | --------- |
| Lê Tấn Hải          | THPT Đức Linh, Bình Thuận       | 50        | 0    | 70       | -15     | 105       |
| Nguyễn Trường Giang | THPT Chuyên Hạ Long, Quảng Ninh | 80        | 10   | 70       | 35      | 195       |
| Phan Thị Ngọc Thắng | THPT Gio Linh, Quảng Trị        | 40        | 60   | 40       | 0       | 140       |
| Nguyễn Hương Giang  | THPT Đa Phúc, Hà Nội            | 20        | 0    | 80       | 40      | 140       |

### Trận 10: Tuần 2 Tháng 3 Quý 1
Phát sóng: 13 giờ ngày 25 tháng 10 năm 2015
| Họ và tên thí sinh | Trường                              | Khởi động | VCNV | Tăng tốc | Về đích | Tổng điểm |
| ------------------ | ----------------------------------- | --------- | ---- | -------- | ------- | --------- |
| Lê Hữu Thông       | THPT số 1 Đức Phổ, Quảng Ngãi       | 50        | 10   | 10       | -30     | 40        |
| Ngô Đức Tùng       | THCS & THPT Hai Bà Trưng, Vĩnh Phúc | 60        | 90   | 40       | 25      | 215       |
| Lê Ngọc Như Huỳnh  | THPT Cây Dương, Hậu Giang           | 70        | 0    | 110      | -5      | 175       |
| Bùi Thảo Vy        | THPT Chuyên Nguyễn Huệ, Hà Nội      | 80        | 0    | 20       | -25     | 75        |

### Trận 11: Tuần 3 Tháng 3 Quý 1
Phát sóng: 13 giờ ngày 1 tháng 11 năm 2015
| Họ và tên thí sinh   | Trường                             | Khởi động | VCNV | Tăng tốc | Về đích | Tổng điểm |
| -------------------- | ---------------------------------- | --------- | ---- | -------- | ------- | --------- |
| Nguyễn Hữu Hoàng Hải | THPT Chuyên Lê Quý Đôn, Đà Nẵng    | 80        | 0    | 60       | 90      | 230       |
| Hồ Viết Phúc         | THPT Lê Minh Xuân, TP. Hồ Chí Minh | 60        | 10   | 10       | 40      | 120       |
| Đặng Hữu Sơn Bách    | THPT Nguyễn Trãi, Hà Nội           | 50        | 0    | 50       | -20     | 80        |
| Vũ Duy Long          | THPT Tứ Kỳ, Hải Dương              | 70        | 80   | 160      | 10      | 320       |

### Trận 12: Tháng 3 Quý 1
Phát sóng: 13 giờ ngày 8 tháng 11 năm 2015
| Họ và tên thí sinh   | Trường                              | Khởi động | VCNV | Tăng tốc | Về đích | Tổng điểm |
| -------------------- | ----------------------------------- | --------- | ---- | -------- | ------- | --------- |
| Nguyễn Trường Giang  | THPT Chuyên Hạ Long, Quảng Ninh     | 50        | 10   | 0        | 20      | 80        |
| Ngô Đức Tùng         | THCS & THPT Hai Bà Trưng, Vĩnh Phúc | 50        | 80   | 30       | -40     | 120       |
| Nguyễn Hữu Hoàng Hải | THPT Chuyên Lê Quý Đôn, Đà Nẵng     | 70        | 20   | 0        | 90      | 180       |
| Vũ Duy Long          | THPT Tứ Kỳ, Hải Dương               | 50        | 10   | 120      | 10      | 190       |

- Số phát sóng này đánh dấu một lần nữa có 3 thí sinh đồng điểm phải giải quyết thắng thua bằng câu hỏi phụ, nhưng là lần đầu tiên có một phần câu hỏi phụ giữa 3 thí sinh để chọn thí sinh vào cuộc thi Quý với tư cách thí sinh có điểm nhì cao nhất (ở trận đầu tiên của năm thứ 9 có 3 thí sinh cùng có điểm cao nhất và đã phải dùng đến câu hỏi phụ để chọn thí sinh vào cuộc thi Tháng).

### Trận 13: Quý 1
Phát sóng: 13 giờ ngày 15 tháng 11 năm 2015 
Số phát sóng này ghi nhận kỷ lục về tổng điểm chung cuộc trong một trận thi Quý với 380 điểm.
| Họ và tên thí sinh   | Trường                                 | Khởi động | VCNV | Tăng tốc | Về đích | Tổng điểm |
| -------------------- | -------------------------------------- | --------- | ---- | -------- | ------- | --------- |
| Lê Duy Bách          | THPT Chuyên Hà Nội - Amsterdam, Hà Nội | 50        | 90   | 120      | 120     | 380       |
| Vũ Duy Long          | THPT Tứ Kỳ, Hải Dương                  | 10        | 0    | 50       | -60     | 0         |
| Nguyễn Hữu Hoàng Hải | THPT Chuyên Lê Quý Đôn, Đà Nẵng        | 50        | 0    | 30       | 50      | 130       |
| Nguyễn Đình Nhật Nam | THPT Chuyên Hà Tĩnh, Hà Tĩnh           | 60        | 0    | 20       | -50     | 30        |

### Trận 14: Tuần 1 Tháng 1 Quý 2
Phát sóng: 13 giờ ngày 22 tháng 11 năm 2015 
| Họ và tên thí sinh | Trường                        | Khởi động | VCNV | Tăng tốc | Về đích | Tổng điểm |
| ------------------ | ----------------------------- | --------- | ---- | -------- | ------- | --------- |
| Võ Văn Khánh       | THPT Nguyễn Du, Ninh Thuận    | 70        | 30   | 40       | 30      | 170       |
| Nguyễn Đình Khôi   | THPT Lục Ngạn số 1, Bắc Giang | 60        | 20   | 50       | 0       | 130       |
| Đồng Việt Dũng     | THPT Kim Liên, Hà Nội         | 60        | 30   | 50       | -10     | 130       |
| Lê Văn Triều       | THPT Tân Phước, Tiền Giang    | 40        | 20   | 60       | -50     | 70        |

### Trận 15: Tuần 2 Tháng 1 Quý 2
Phát sóng: 13 giờ ngày 29 tháng 11 năm 2015 
| Họ và tên thí sinh  | Trường                                             | Khởi động | VCNV | Tăng tốc | Về đích | Tổng điểm |
| ------------------- | -------------------------------------------------- | --------- | ---- | -------- | ------- | --------- |
| Nguyễn Thị Lệ Giang | THPT Chuyên Khoa học Tự nhiên, ĐHQG Hà Nội, Hà Nội | 60        | 0    | 40       | -40     | 60        |
| Cao Vân Ngọc Tuyền  | THPT Điểu Cải, Đồng Nai                            | 30        | 80   | 0        | 10      | 120       |
| Văn Đại Nghĩa       | THPT Nguyễn Việt Hồng, Cần Thơ                     | 40        | 10   | 0        | 60      | 110       |
| Nguyễn Quang Anh    | THPT Toàn Thắng, Hải Phòng                         | 50        | 10   | 80       | 40      | 180       |

### Trận 16: Tuần 3 Tháng 1 Quý 2
Phát sóng: 13 giờ ngày 6 tháng 12 năm 2015 
| Họ và tên thí sinh  | Trường                        | Khởi động | VCNV | Tăng tốc | Về đích | Tổng điểm |
| ------------------- | ----------------------------- | --------- | ---- | -------- | ------- | --------- |
| Nguyễn Quang Linh   | THPT Lê Quý Đôn, Hà Nội       | 30        | 0    | 40       | -10     | 60        |
| Hồ Đắc Thanh Chương | THPT Chuyên Quốc học, TP. Huế | 100       | 10   | 110      | 80      | 300       |
| Trần Ngọc Bách      | THPT Nguyễn Văn Linh, Phú Yên | 40        | 10   | 130      | 40      | 220       |
| Hán Ngọc Anh        | THPT Tam Nông, Phú Thọ        | 60        | 40   | 60       | -50     | 110       |

### Trận 17: Tháng 1 Quý 2
Phát sóng: 13 giờ ngày 13 tháng 12 năm 2015 
| Họ và tên thí sinh  | Trường                        | Khởi động | VCNV | Tăng tốc | Về đích | Tổng điểm |
| ------------------- | ----------------------------- | --------- | ---- | -------- | ------- | --------- |
| Hồ Đắc Thanh Chương | THPT Chuyên Quốc học, TP. Huế | 50        | 20   | 80       | 90      | 240       |
| Võ Văn Khánh        | THPT Nguyễn Du, Ninh Thuận    | 30        | 0    | 80       | -20     | 90        |
| Nguyễn Quang Anh    | THPT Toàn Thắng, Hải Phòng    | 30        | 20   | 20       | 110     | 180       |
| Trần Ngọc Bách      | THPT Nguyễn Văn Linh, Phú Yên | 40        | 80   | 60       | 20      | 200       |

### Trận 18: Tuần 1 Tháng 2 Quý 2
Phát sóng: 13 giờ ngày 20 tháng 12 năm 2015
Ghi chú: Số phát sóng có sự trở lại của MC Tùng Chi sau 2 tháng vắng mặt.
| Họ và tên thí sinh | Trường                                | Khởi động | VCNV | Tăng tốc | Về đích | Tổng điểm |
| ------------------ | ------------------------------------- | --------- | ---- | -------- | ------- | --------- |
| Đào Mai Trang      | THPT Trung Văn, Hà Nội                | 40        | 40   | 50       | -20     | 110       |
| Trịnh Thuỷ Ngân    | THPT Chuyên Trần Hưng Đạo, Bình Thuận | 100       | 10   | 80       | 10      | 200       |
| Lê Ngọc Thắng      | THPT Quảng Xương 3, Thanh Hoá         | 60        | 0    | 30       | 70      | 160       |
| Lê Phú Cường       | THPT số 1 An Nhơn, Bình Định          | 90        | 10   | 80       | 40      | 220       |

### Trận 19: Tuần 2 Tháng 2 Quý 2
Phát sóng: 13 giờ ngày 27 tháng 12 năm 2015
| Họ và tên thí sinh  | Trường                               | Khởi động | VCNV | Tăng tốc | Về đích | Tổng điểm |
| ------------------- | ------------------------------------ | --------- | ---- | -------- | ------- | --------- |
| Trần Tiến Anh       | THPT số 1 Bảo Thắng, Lào Cai         | 30        | 10   | 20       | 20      | 80        |
| Nguyễn Trường Giang | THPT Tân Túc, TP. Hồ Chí Minh        | 50        | 20   | 60       | 60      | 190       |
| Phùng Tiến Đạt      | THPT Việt Nam Ba Lan, Hà Nội         | 70        | 60   | 140      | 0       | 270       |
| Đặng Việt Hưng      | THPT Chuyên Lương Thế Vinh, Đồng Nai | 100       | 20   | 130      | 40      | 290       |

### Trận 20: Tuần 3 Tháng 2 Quý 2
Phát sóng: 13 giờ ngày 3 tháng 1 năm 2016 
| Họ và tên thí sinh | Trường                           | Khởi động | VCNV | Tăng tốc | Về đích | Tổng điểm |
| ------------------ | -------------------------------- | --------- | ---- | -------- | ------- | --------- |
| Phạm Thị Ngọc Hà   | THPT Thăng Long, Lâm Đồng        | 20        | 20   | 60       | -40     | 60        |
| Vũ Hải Chung       | THPT Nguyễn Du, Hải Dương        | 70        | 20   | 120      | 80      | 290       |
| Hà Việt Dũng       | THPT Chuyên Thái Bình, Thái Bình | 50        | 80   | 90       | -15     | 205       |
| Trần Văn Huy       | THPT Quỳnh Lưu 1, Nghệ An        | 50        | 20   | 70       | 20      | 160       |

### Trận 21: Tháng 2 Quý 2
Phát sóng: 13 giờ ngày 10 tháng 1 năm 2016
| Họ và tên thí sinh | Trường                               | Khởi động | VCNV | Tăng tốc | Về đích | Tổng điểm |
| ------------------ | ------------------------------------ | --------- | ---- | -------- | ------- | --------- |
| Vũ Hải Chung       | THPT Nguyễn Du, Hải Dương            | 80        | 40   | 40       | 30      | 190       |
| Lê Phú Cường       | THPT số 1 An Nhơn, Bình Định         | 50        | 20   | 40       | -10     | 100       |
| Phùng Tiến Đạt     | THPT Việt Nam Ba Lan, Hà Nội         | 40        | 20   | 70       | 50      | 180       |
| Đặng Việt Hưng     | THPT Chuyên Lương Thế Vinh, Đồng Nai | 50        | 30   | 70       | 65      | 215       |

### Trận 22: Tuần 1 Tháng 3 Quý 2
Phát sóng: 13 giờ ngày 17 tháng 1 năm 2016
| Họ và tên thí sinh    | Trường                             | Khởi động | VCNV | Tăng tốc | Về đích | Tổng điểm |
| --------------------- | ---------------------------------- | --------- | ---- | -------- | ------- | --------- |
| Nguyễn Thị Kiều Trang | THPT Bình Minh, Ninh Bình          | 80        | 10   | 110      | 40      | 240       |
| Lê Thị Thuỳ Linh      | THPT Krông Nô, Đắk Nông            | 30        | 0    | 100      | -50     | 80        |
| Nguyễn Công Toàn      | THPT Chuyên Hoàng Lê Kha, Tây Ninh | 90        | 10   | 80       | 60      | 240       |
| Nguyễn Thái San       | THPT Phúc Thọ, Hà Nội              | 60        | 50   | 50       | 35      | 195       |

### Trận 23: Tuần 2 Tháng 3 Quý 2
Phát sóng: 13 giờ ngày 24 tháng 1 năm 2016
| Họ và tên thí sinh | Trường                              | Khởi động | VCNV | Tăng tốc | Về đích | Tổng điểm |
| ------------------ | ----------------------------------- | --------- | ---- | -------- | ------- | --------- |
| Nguyễn Hữu Tráng   | THPT Mỹ Đức A, Hà Nội               | 50        | 20   | 70       | 25      | 165       |
| Trần Minh Trí      | THPT Che Guevara, Bến Tre           | 50        | 40   | 60       | 50      | 200       |
| Phạm Quang Tuyến   | THPT Chuyên Quang Trung, Bình Phước | 70        | 20   | 130      | 30      | 250       |
| Nguyễn Quang Thái  | THPT A Duy Tiên, Hà Nam             | 60        | 30   | 70       | 20      | 180       |

### Trận 24: Tuần 3 Tháng 3 Quý 2
Phát sóng: 13 giờ ngày 31 tháng 1 năm 2016
| Họ và tên thí sinh    | Trường                                      | Khởi động | VCNV | Tăng tốc | Về đích | Tổng điểm |
| --------------------- | ------------------------------------------- | --------- | ---- | -------- | ------- | --------- |
| Trần Thái Đình Khương | THPT Long Xuyên, An Giang                   | 80        | 40   | 80       | -20     | 180       |
| Lương Thị Hồng Nhi    | THPT Đồng Quan, Hà Nội                      | 30        | 0    | 40       | 0       | 70        |
| Phạm Thị Yến Ly       | PT Dân tộc Nội trú Thái Nguyên, Thái Nguyên | 30        | 10   | 10       | -10     | 40        |
| Đường Văn Khánh       | THPT Chuyên Hùng Vương, Gia Lai             | 80        | 10   | 140      | 45      | 275       |

### Trận 25: Tháng 3 Quý 2
Phát sóng: 13 giờ ngày 7 tháng 2 năm 2016
| Họ và tên thí sinh    | Trường                              | Khởi động | VCNV | Tăng tốc | Về đích | Tổng điểm |
| --------------------- | ----------------------------------- | --------- | ---- | -------- | ------- | --------- |
| Nguyễn Thị Kiều Trang | THPT Bình Minh, Ninh Bình           | 30        | 0    | 70       | 40      | 140       |
| Nguyễn Công Toàn      | THPT Chuyên Hoàng Lê Kha, Tây Ninh  | 50        | 0    | 0        | 50      | 100       |
| Phạm Quang Tuyến      | THPT Chuyên Quang Trung, Bình Phước | 40        | 80   | 20       | -20     | 120       |
| Đường Văn Khánh       | THPT Chuyên Hùng Vương, Gia Lai     | 60        | 0    | 150      | 40      | 250       |

### Trận 26: Quý 2
Phát sóng: 13 giờ ngày 14 tháng 2 năm 2016
| Họ và tên thí sinh  | Trường                               | Khởi động | VCNV | Tăng tốc | Về đích | Tổng điểm |
| ------------------- | ------------------------------------ | --------- | ---- | -------- | ------- | --------- |
| Hồ Đắc Thanh Chương | THPT Chuyên Quốc học, TP. Huế        | 50        | 0    | 110      | 110     | 270       |
| Trần Ngọc Bách      | THPT Nguyễn Văn Linh, Phú Yên        | 50        | 0    | 70       | -10     | 110       |
| Đặng Việt Hưng      | THPT Chuyên Lương Thế Vinh, Đồng Nai | 80        | 90   | 80       | -15     | 235       |
| Đường Văn Khánh     | THPT Chuyên Hùng Vương, Gia Lai      | 70        | 0    | 90       | 0       | 160       |

### Trận 27: Tuần 1 Tháng 1 Quý 3
Phát sóng: 13 giờ ngày 21 tháng 2 năm 2016
| Họ và tên thí sinh   | Trường                             | Khởi động | VCNV | Tăng tốc | Về đích | Tổng điểm |
| -------------------- | ---------------------------------- | --------- | ---- | -------- | ------- | --------- |
| Phạm Thị Khánh Huyền | THPT Triệu Phong, Quảng Trị        | 20        | 10   | 60       | 0       | 90        |
| Hoàng Lê Thanh Sơn   | THPT Chuyên Chu Văn An, Lạng Sơn   | 70        | 10   | 60       | 30      | 170       |
| Bùi Hoàng Tuấn       | THPT Nguyễn Thị Minh Khai, Hà Tĩnh | 30        | 90   | 40       | 15      | 175       |
| Phùng Thị Trang      | THPT Chúc Động, Hà Nội             | 20        | 10   | 0        | -20     | 10        |

### Trận 28: Tuần 2 Tháng 1 Quý 3
Phát sóng: 13 giờ ngày 28 tháng 2 năm 2016
| Họ và tên thí sinh | Trường                               | Khởi động | VCNV | Tăng tốc | Về đích | Tổng điểm |
| ------------------ | ------------------------------------ | --------- | ---- | -------- | ------- | --------- |
| Lâm Vũ Tuấn        | THPT Chuyên Lê Hồng Phong, Nam Định  | 90        | 30   | 50       | 40      | 210       |
| Phan Thanh Tú      | THPT Thừa Lưu, TP. Huế               | 50        | 10   | 70       | -20     | 110       |
| Nguyễn Khánh Quỳnh | THPT Nguyễn Hữu Cầu, TP. Hồ Chí Minh | 40        | 20   | 80       | 80      | 220       |
| Nguyễn Quốc Dũng   | THPT Kim Bôi, Hoà Bình               | 60        | 40   | 40       | -20     | 120       |

### Trận 29: Tuần 3 Tháng 1 Quý 3
Phát sóng: 13 giờ ngày 6 tháng 3 năm 2016
| Họ và tên thí sinh     | Trường                             | Khởi động | VCNV | Tăng tốc | Về đích | Tổng điểm |
| ---------------------- | ---------------------------------- | --------- | ---- | -------- | ------- | --------- |
| Phan Đức Thịnh         | THPT Chuyên Hùng Vương, Phú Thọ    | 100       | 0    | 60       | 40      | 200       |
| Hoàng Kim Thoa         | THPT Chương Mỹ A, Hà Nội           | 80        | 70   | 70       | 20      | 240       |
| Nguyễn Thái Hiền Trang | THPT Huỳnh Thúc Kháng, Khánh Hoà   | 50        | 10   | 130      | -40     | 150       |
| Phạm Nguyễn            | THPT Võ Thị Sáu, Bà Rịa - Vũng Tàu | 40        | 0    | 80       | 55      | 175       |

### Trận 30: Tháng 1 Quý 3
Phát sóng: 13 giờ ngày 13 tháng 3 năm 2016
| Họ và tên thí sinh | Trường                               | Khởi động | VCNV | Tăng tốc | Về đích | Tổng điểm |
| ------------------ | ------------------------------------ | --------- | ---- | -------- | ------- | --------- |
| Bùi Hoàng Tuấn     | THPT Nguyễn Thị Minh Khai, Hà Tĩnh   | 50        | 10   | 20       | 10      | 90        |
| Lâm Vũ Tuấn        | THPT Chuyên Lê Hồng Phong, Nam Định  | 80        | 80   | 80       | 15      | 255       |
| Nguyễn Khánh Quỳnh | THPT Nguyễn Hữu Cầu, TP. Hồ Chí Minh | 70        | 0    | 70       | 20      | 160       |
| Hoàng Kim Thoa     | THPT Chương Mỹ A, Hà Nội             | 40        | 10   | 30       | 30      | 110       |

### Trận 31: Tuần 1 Tháng 2 Quý 3
Phát sóng: 13 giờ ngày 20 tháng 3 năm 2016
| Họ và tên thí sinh | Trường                                     | Khởi động | VCNV | Tăng tốc | Về đích | Tổng điểm |
| ------------------ | ------------------------------------------ | --------- | ---- | -------- | ------- | --------- |
| Nguyễn Ngọc Linh   | THPT Ứng Hoà A, Hà Nội                     | 30        | 50   | 90       | 100     | 270       |
| Phan Chí Trọng     | THPT Lạng Giang số 1, Bắc Giang            | 60        | 0    | 160      | 55      | 275       |
| Phạm Tường Lan Thy | THPT Chuyên Lê Hồng Phong, TP. Hồ Chí Minh | 60        | 10   | 40       | -40     | 70        |
| Nguyễn Thị Trinh   | THPT Hoàng Hoa Thám, Đà Nẵng               | 70        | 20   | 30       | -20     | 100       |

### Trận 32: Tuần 2 Tháng 2 Quý 3
Phát sóng: 13 giờ ngày 27 tháng 3 năm 2016
| Họ và tên thí sinh   | Trường                                                  | Khởi động | VCNV | Tăng tốc | Về đích | Tổng điểm |
| -------------------- | ------------------------------------------------------- | --------- | ---- | -------- | ------- | --------- |
| Phạm Quang Huy       | THPT Nguyễn Du, Thái Bình                               | 100       | 90   | 110      | 30      | 330       |
| Nguyễn Thị Hồng Hậu  | THPT Chuyên Bảo Lộc, Lâm Đồng                           | 60        | 0    | 70       | 15      | 145       |
| Vũ Duy Phương        | THPT Bạch Đằng, Quảng Ninh                              | 50        | 10   | 70       | -10     | 120       |
| Nguyễn Xuân Nhớ Hoài | Tiểu học, THCS & THPT Quốc Văn Sài Gòn, TP. Hồ Chí Minh | 80        | 10   | 60       | 5       | 155       |

### Trận 33: Tuần 3 Tháng 2 Quý 3
Phát sóng: 13 giờ ngày 3 tháng 4 năm 2016
| Họ và tên thí sinh     | Trường                                   | Khởi động | VCNV | Tăng tốc | Về đích | Tổng điểm |
| ---------------------- | ---------------------------------------- | --------- | ---- | -------- | ------- | --------- |
| Trương Trần Tấn Phước  | THPT Chuyên Nguyễn Bỉnh Khiêm, Quảng Nam | 70        | 60   | 80       | 15      | 225       |
| Nguyễn Thị Phương Thảo | THPT Lê Quý Đôn - Hà Đông, Hà Nội        | 40        | 10   | 110      | 0       | 160       |
| Huỳnh Nguyễn Nhật Minh | THPT Phan Đình Phùng, Phú Yên            | 90        | 10   | 40       | 40      | 180       |
| Đặng Hiếu Dương        | THPT Tân Trào, Tuyên Quang               | 60        | 10   | 0        | -10     | 60        |

### Trận 34: Tháng 2 Quý 3
Phát sóng: 13 giờ ngày 10 tháng 4 năm 2016
| Họ và tên thí sinh    | Trường                                   | Khởi động | VCNV | Tăng tốc | Về đích | Tổng điểm |
| --------------------- | ---------------------------------------- | --------- | ---- | -------- | ------- | --------- |
| Trương Trần Tấn Phước | THPT Chuyên Nguyễn Bỉnh Khiêm, Quảng Nam | 100       | 30   | 60       | 40      | 230       |
| Phạm Quang Huy        | THPT Nguyễn Du, Thái Bình                | 70        | 10   | 90       | 5       | 175       |
| Nguyễn Ngọc Linh      | THPT Ứng Hoà A, Hà Nội                   | 50        | 10   | 120      | -20     | 160       |
| Phan Chí Trọng        | THPT Lạng Giang số 1, Bắc Giang          | 60        | 10   | 70       | 60      | 200       |

### Trận 35: Tuần 1 Tháng 3 Quý 3
Phát sóng: 13 giờ ngày 17 tháng 4 năm 2016
| Họ và tên thí sinh | Trường                         | Khởi động | VCNV | Tăng tốc | Về đích | Tổng điểm |
| ------------------ | ------------------------------ | --------- | ---- | -------- | ------- | --------- |
| Phan Thiết Vân Nhi | THPT Trương Định, Tiền Giang   | 100       | 10   | 90       | 5       | 205       |
| Nguyễn Thị Hằng    | THPT Chuyên Hưng Yên, Hưng Yên | 30        | 80   | 70       | -20     | 160       |
| Trần Đức Hoàng     | THPT Phạm Văn Đồng, Quảng Ngãi | 40        | 10   | 100      | -20     | 130       |
| Đỗ Việt Hoàng      | THPT Kim Sơn A, Ninh Bình      | 100       | 20   | 100      | 35      | 255       |

### Trận 36: Tuần 2 Tháng 3 Quý 3
Phát sóng: 13 giờ ngày 24 tháng 4 năm 2016
| Họ và tên thí sinh | Trường                                     | Khởi động | VCNV | Tăng tốc | Về đích | Tổng điểm |
| ------------------ | ------------------------------------------ | --------- | ---- | -------- | ------- | --------- |
| Lê Sĩ Cần          | THPT Bùi Dục Tài, Quảng Trị                | 50        | 20   | 100      | 60      | 230       |
| Lê Thế Hoàng Việt  | THPT Đào Duy Từ, Thanh Hoá                 | 60        | 20   | 90       | 5       | 175       |
| Huỳnh Thiên Trí    | THPT số 3 An Nhơn, Bình Định               | 70        | 0    | 90       | -10     | 150       |
| Vũ Quốc Tuấn       | THPT Chuyên Ngoại ngữ, ĐHQG Hà Nội, Hà Nội | 40        | 10   | 90       | -40     | 100       |

### Trận 37: Tuần 3 Tháng 3 Quý 3
Phát sóng: 13 giờ ngày 1 tháng 5 năm 2016
| Họ và tên thí sinh | Trường                           | Khởi động | VCNV | Tăng tốc | Về đích | Tổng điểm |
| ------------------ | -------------------------------- | --------- | ---- | -------- | ------- | --------- |
| Lê Thị An          | THPT Nam Đàn 2, Nghệ An          | 30        | 10   | 60       | -40     | 60        |
| Lê Tất Thắng       | THPT Chuyên Trần Phú, Hải Phòng  | 70        | 30   | 30       | 110     | 240       |
| Trần Thị Thu Hiền  | THPT Dương Minh Châu, Tây Ninh   | 30        | 10   | 40       | -50     | 30        |
| Nguyễn Quốc An     | THPT Nguyễn Viết Xuân, Vĩnh Phúc | 70        | 10   | 110      | 40      | 230       |

### Trận 38: Tháng 3 Quý 3
Phát sóng: 13 giờ ngày 8 tháng 5 năm 2016
| Họ và tên thí sinh | Trường                           | Khởi động | VCNV | Tăng tốc | Về đích | Tổng điểm |
| ------------------ | -------------------------------- | --------- | ---- | -------- | ------- | --------- |
| Lê Tất Thắng       | THPT Chuyên Trần Phú, Hải Phòng  | 50        | 10   | 70       | 5       | 135       |
| Lê Sĩ Cần          | THPT Bùi Dục Tài, Quảng Trị      | 30        | 50   | 90       | 35      | 205       |
| Nguyễn Quốc An     | THPT Nguyễn Viết Xuân, Vĩnh Phúc | 30        | 20   | 110      | 20      | 180       |
| Đỗ Việt Hoàng      | THPT Kim Sơn A, Ninh Bình        | 50        | 20   | 50       | 10      | 130       |

### Trận 39: Quý 3
Phát sóng: 13 giờ ngày 15 tháng 5 năm 2016
| Họ và tên thí sinh    | Trường                                   | Khởi động | VCNV | Tăng tốc | Về đích | Tổng điểm |
| --------------------- | ---------------------------------------- | --------- | ---- | -------- | ------- | --------- |
| Phan Chí Trọng        | THPT Lạng Giang số 1, Bắc Giang          | 60        | 0    | 60       | -80     | 40        |
| Lê Sĩ Cần             | THPT Bùi Dục Tài, Quảng Trị              | 30        | 0    | 60       | 10      | 100       |
| Trương Trần Tấn Phước | THPT Chuyên Nguyễn Bỉnh Khiêm, Quảng Nam | 60        | 0    | 80       | 5       | 145       |
| Lâm Vũ Tuấn           | THPT Chuyên Lê Hồng Phong, Nam Định      | 100       | 80   | 70       | 50      | 300       |

### Trận 40: Tuần 1 Tháng 1 Quý 4
Phát sóng: 13 giờ ngày 22 tháng 5 năm 2016
Ghi chú: Lần thứ hai trong năm thứ 16 MC Ngọc Huy tạm quyền dẫn chính.
| Họ và tên thí sinh   | Trường                                      | Khởi động | VCNV | Tăng tốc | Về đích | Tổng điểm |
| -------------------- | ------------------------------------------- | --------- | ---- | -------- | ------- | --------- |
| Lê Thị Thu Uyên      | THPT Yên Khánh A, Ninh Bình                 | 50        | 60   | 50       | 40      | 200       |
| Vũ Văn Long          | THPT Kinh Môn, Hải Dương                    | 60        | 20   | 140      | 10      | 230       |
| Phan Nguyễn Nhật Huy | THPT Dĩ An, Bình Dương                      | 50        | 10   | 120      | 50      | 230       |
| Hoàng Thiên Nữ       | THPT Chuyên Nguyễn Thị Minh Khai, Sóc Trăng | 80        | 10   | 70       | -50     | 110       |

### Trận 41: Tuần 2 Tháng 1 Quý 4
Phát sóng: 13 giờ ngày 29 tháng 5 năm 2016
| Họ và tên thí sinh | Trường                               | Khởi động | VCNV | Tăng tốc | Về đích | Tổng điểm |
| ------------------ | ------------------------------------ | --------- | ---- | -------- | ------- | --------- |
| Phạm Huy Hoàng     | THPT Nguyễn Huệ, TP. Hồ Chí Minh     | 40        | 20   | 50       | -20     | 90        |
| Hà Xuân Kiệt       | THPT Đặng Huy Trứ, TP. Huế           | 70        | 10   | 140      | -20     | 200       |
| Trần Hoàng Hà      | THPT Chuyên Thái Nguyên, Thái Nguyên | 80        | 80   | 30       | 40      | 230       |
| Phạm Quý Long      | THPT Kiến An, Hải Phòng              | 60        | 0    | 80       | 115     | 255       |

### Trận 42: Tuần 3 Tháng 1 Quý 4
Phát sóng: 13 giờ ngày 5 tháng 6 năm 2016
| Họ và tên thí sinh | Trường                               | Khởi động | VCNV | Tăng tốc | Về đích | Tổng điểm |
| ------------------ | ------------------------------------ | --------- | ---- | -------- | ------- | --------- |
| Vũ Thị Mận         | THPT Quỳnh Côi, Thái Bình            | 50        | 0    | 70       | -10     | 110       |
| Nguyễn Xuân Khánh  | THPT Cổ Loa, Hà Nội                  | 80        | 90   | 70       | 25      | 265       |
| Lê Bảo Đại         | THPT Chuyên Lương Văn Chánh, Phú Yên | 50        | 10   | 40       | -30     | 70        |
| Phan Quỳnh Trang   | THPT A Thanh Liêm, Hà Nam            | 40        | 10   | 70       | -10     | 110       |

### Trận 43: Tháng 1 Quý 4
Phát sóng: 13 giờ ngày 12 tháng 6 năm 2016
| Họ và tên thí sinh   | Trường                   | Khởi động | VCNV | Tăng tốc | Về đích | Tổng điểm |
| -------------------- | ------------------------ | --------- | ---- | -------- | ------- | --------- |
| Nguyễn Xuân Khánh    | THPT Cổ Loa, Hà Nội      | 40        | 10   | 30       | 65      | 145       |
| Phạm Quý Long        | THPT Kiến An, Hải Phòng  | 40        | 10   | 110      | 10      | 170       |
| Phan Nguyễn Nhật Huy | THPT Dĩ An, Bình Dương   | 40        | 30   | 70       | 50      | 190       |
| Vũ Văn Long          | THPT Kinh Môn, Hải Dương | 40        | 30   | 20       | 45      | 135       |

### Trận 44: Tuần 1 Tháng 2 Quý 4
Phát sóng: 13 giờ ngày 19 tháng 6 năm 2016
| Họ và tên thí sinh     | Trường                               | Khởi động | VCNV | Tăng tốc | Về đích | Tổng điểm |
| ---------------------- | ------------------------------------ | --------- | ---- | -------- | ------- | --------- |
| Nguyễn Thị Thanh Huyền | THPT Uông Bí, Quảng Ninh             | 30        | 10   | 130      | 40      | 210       |
| Phạm Nhật Huy          | THPT Phan Bội Châu, Bình Thuận       | 10        | 90   | 80       | -15     | 165       |
| Vương Thị Thu Ngân     | THPT Long Châu Sa, Phú Thọ           | 40        | 0    | 10       | 55      | 105       |
| Huỳnh Hiệp Thuận       | THPT Chuyên Thoại Ngọc Hầu, An Giang | 90        | 0    | 130      | 20      | 240       |

### Trận 45: Tuần 2 Tháng 2 Quý 4
Phát sóng: 13 giờ ngày 26 tháng 6 năm 2016
| Họ và tên thí sinh  | Trường                            | Khởi động | VCNV | Tăng tốc | Về đích | Tổng điểm |
| ------------------- | --------------------------------- | --------- | ---- | -------- | ------- | --------- |
| Đặng Đăng Khôi      | THPT Chuyên Bến Tre, Bến Tre      | 70        | 0    | 110      | -20     | 160       |
| Vũ Hoài Hương Giang | THPT Ân Thi, Hưng Yên             | 30        | 0    | 120      | 70      | 220       |
| Nguyễn Như Ý        | THPT Ngô Quyền - Ba Vì, Hà Nội    | 20        | 0    | 60       | -30     | 50        |
| Hồ Hữu Trí          | THPT Chuyên Lê Quý Đôn, Bình Định | 40        | 60   | 60       | -10     | 150       |

### Trận 46: Tuần 3 Tháng 2 Quý 4
Phát sóng: 13 giờ ngày 3 tháng 7 năm 2016
| Họ và tên thí sinh   | Trường                             | Khởi động | VCNV | Tăng tốc | Về đích | Tổng điểm |
| -------------------- | ---------------------------------- | --------- | ---- | -------- | ------- | --------- |
| Mai Thị Minh Huyền   | THPT Chuyên Lam Sơn, Thanh Hoá     | 110       | 80   | 110      | 45      | 345       |
| Nguyễn Thị Thu Trang | THPT Đan Phượng, Hà Nội            | 40        | 0    | 80       | -50     | 70        |
| Lê Quang Tuệ         | THPT Chuyên Lê Quý Đôn, Ninh Thuận | 100       | 0    | 50       | 70      | 220       |
| Nguyễn Ngọc Hải      | THPT Ngô Gia Tự, Khánh Hoà         | 60        | 0    | 70       | 60      | 190       |

### Trận 47:  Tháng 2 Quý 4
Phát sóng: 13 giờ ngày 10 tháng 7 năm 2016
| Họ và tên thí sinh  | Trường                               | Khởi động | VCNV | Tăng tốc | Về đích | Tổng điểm |
| ------------------- | ------------------------------------ | --------- | ---- | -------- | ------- | --------- |
| Lê Quang Tuệ        | THPT Chuyên Lê Quý Đôn, Ninh Thuận   | 80        | 10   | 60       | -20     | 130       |
| Vũ Hoài Hương Giang | THPT Ân Thi, Hưng Yên                | 50        | 0    | 0        | 20      | 70        |
| Huỳnh Hiệp Thuận    | THPT Chuyên Thoại Ngọc Hầu, An Giang | 20        | 70   | 70       | 40      | 200       |
| Mai Thị Minh Huyền  | THPT Chuyên Lam Sơn, Thanh Hoá       | 90        | 10   | 140      | 20      | 260       |

### Trận 48: Tuần 1 Tháng 3 Quý 4
Phát sóng: 13 giờ ngày 17 tháng 7 năm 2016
| Họ và tên thí sinh | Trường                                     | Khởi động | VCNV | Tăng tốc | Về đích | Tổng điểm |
| ------------------ | ------------------------------------------ | --------- | ---- | -------- | ------- | --------- |
| Vũ Tiến Bảo        | THPT Tiên Lãng, Hải Phòng                  | 30        | 10   | 110      | -70     | 80        |
| Trần Thế Tiên      | THPT Nguyễn Thái Bình, Quảng Nam           | 80        | 0    | 110      | 80      | 270       |
| Đỗ Duy Anh         | THPT Chuyên Đại học Sư phạm Hà Nội, Hà Nội | 90        | 60   | 110      | -10     | 250       |
| Dương Thanh Phúc   | THPT Chuyên Lý Tự Trọng, Cần Thơ           | 70        | 0    | 60       | 105     | 235       |

### Trận 49: Tuần 2 Tháng 3 Quý 4
Phát sóng: 13 giờ ngày 24 tháng 7 năm 2016
| Họ và tên thí sinh | Trường                                   | Khởi động | VCNV | Tăng tốc | Về đích | Tổng điểm |
| ------------------ | ---------------------------------------- | --------- | ---- | -------- | ------- | --------- |
| Phạm Tuấn Thành    | THPT Chuyên Lê Quý Đôn, Điện Biên        | 40        | 80   | 50       | 5       | 175       |
| Lê Hoàng Dương     | THPT Trịnh Hoài Đức, Bình Dương          | 30        | 0    | 20       | -40     | 10        |
| Nguyễn Minh Đức    | THPT Ngọc Hồi, Hà Nội                    | 40        | 0    | 100      | -20     | 120       |
| Nguyễn Lê Anh Minh | THPT Chuyên Nguyễn Quang Diêu, Đồng Tháp | 80        | 10   | 140      | 20      | 250       |

### Trận 50: Tuần 3 Tháng 3 Quý 4
Phát sóng: 13 giờ ngày 31 tháng 7 năm 2016
| Họ và tên thí sinh     | Trường                                               | Khởi động | VCNV | Tăng tốc | Về đích | Tổng điểm |
| ---------------------- | ---------------------------------------------------- | --------- | ---- | -------- | ------- | --------- |
| Nguyễn Thị Thanh Hương | PT Dân tộc Nội trú Hà Nội, Hà Nội                    | 50        | 40   | 40       | 0       | 130       |
| Nguyễn Thái Như        | THPT Trần Nhật Duật, Yên Bái                         | 40        | 10   | 30       | 0       | 80        |
| Phan Tiến Tùng         | THPT Chuyên Nguyễn Du, Đắk Lắk                       | 60        | 10   | 130      | 80      | 280       |
| Nguyễn Xuân Tùng       | PT Năng khiếu, ĐHQG TP. Hồ Chí Minh, TP. Hồ Chí Minh | 50        | 30   | 150      | 40      | 270       |

### Trận 51: Tháng 3 Quý 4
Phát sóng: 13 giờ ngày 7 tháng 8 năm 2016
| Họ và tên thí sinh | Trường                                               | Khởi động | VCNV | Tăng tốc | Về đích | Tổng điểm |
| ------------------ | ---------------------------------------------------- | --------- | ---- | -------- | ------- | --------- |
| Nguyễn Lê Anh Minh | THPT Chuyên Nguyễn Quang Diêu, Đồng Tháp             | 50        | 0    | 70       | 0       | 120       |
| Trần Thế Tiên      | THPT Nguyễn Thái Bình, Quảng Nam                     | 40        | 0    | 80       | 90      | 210       |
| Nguyễn Xuân Tùng   | PT Năng khiếu, ĐHQG TP. Hồ Chí Minh, TP. Hồ Chí Minh | 70        | 0    | 20       | -10     | 80        |
| Phan Tiến Tùng     | THPT Chuyên Nguyễn Du, Đắk Lắk                       | 90        | 10   | 70       | 60      | 230       |

### Trận 52: Quý 4
Phát sóng: 13 giờ ngày 14 tháng 8 năm 2016
| Họ và tên thí sinh   | Trường                           | Khởi động | VCNV | Tăng tốc | Về đích | Tổng điểm |
| -------------------- | -------------------------------- | --------- | ---- | -------- | ------- | --------- |
| Trần Thế Tiên        | THPT Nguyễn Thái Bình, Quảng Nam | 20        | 10   | 70       | -60     | 40        |
| Mai Thị Minh Huyền   | THPT Chuyên Lam Sơn, Thanh Hoá   | 70        | 10   | 40       | 110     | 230       |
| Phan Tiến Tùng       | THPT Chuyên Nguyễn Du, Đắk Lắk   | 60        | 60   | 150      | 75      | 345       |
| Phan Nguyễn Nhật Huy | THPT Dĩ An, Bình Dương           | 40        | 0    | 20       | 10      | 70        |

### Trận 53: Chung kết năm
| Họ và tên thí sinh  | Trường                                 | Khởi động | VCNV | Tăng tốc | Về đích | Tổng điểm |
| ------------------- | -------------------------------------- | --------- | ---- | -------- | ------- | --------- |
| Lâm Vũ Tuấn         | THPT Chuyên Lê Hồng Phong, Nam Định    | 90        | 20   | 60       | 85      | 255       |
| Hồ Đắc Thanh Chương | THPT Chuyên Quốc học, TP. Huế          | 110       | 50   | 90       | 90      | 340       |
| Phan Tiến Tùng      | THPT Chuyên Nguyễn Du, Đắk Lắk         | 80        | 10   | 50       | 0       | 140       |
| Lê Duy Bách         | THPT Chuyên Hà Nội - Amsterdam, Hà Nội | 80        | 0    | 90       | -10     | 160       |

- Dẫn chuơng trình tại các điểm cầu: Trần Hồng Ngọc (điểm cầu Nam Định), Bùi Đức Bảo (điểm cầu Thừa Thiên Huế), Phan Quỳnh Trang (điểm cầu Đắk Lắk), Bùi Mai Trang (điểm cầu Hà Nội)